# Station Marerijk
Station Marerijk is een treinstation in het Nederlandse attractiepark de Efteling.
Het treinstation ligt in het parkdeel Marerijk aan de Sint Nicolaasplaets. Het station opende in 1974 naar ontwerp van Ton van de Ven. Het is naast Station de Oost in het parkdeel Ruigrijk een van de twee stations van de Efteling Stoomtrein Maatschappij. Op het perron klinkt iedere vijf minuten een informatieve omroep, ingesproken door Jeroen Verheij.

## Naamgeving
Bij de opening in 1974 heette het station Station St. Nicolaasplaets. In de loop der jaren werd achter het perron een bord geplaatst waarop het station aangeduid werd als Station West, en sinds 1999 als Station Marerijk. Op het bord boven het stationsgebouw staat echter tot op heden de oorspronkelijke benaming. 
Lijst van attracties in de Efteling · Lijst van sprookjes in de Efteling · Afbeeldingen